# 베르네르 레흐티매키

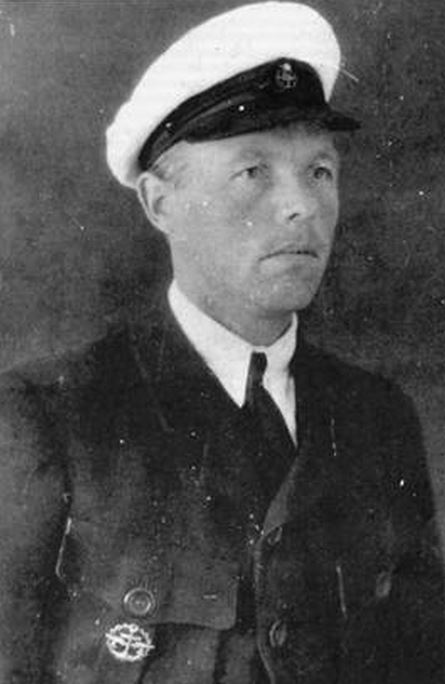

베르네르 레흐티매키(Verner Lehtimäki: 1890년 6월 8일 - 1938년 4월 5일)는 핀란드의 사회주의자, 군인, 비행사, 항공우주 공학자이다.
남서수오미 지역의 작은 농촌 지자체인 바흐토에서 소농의 아들로 태어났다. 위아래로 형제가 두 명 있었는데 레흐티매키 3형제는 모두 열렬한 사회주의자가 되었다. 레흐티매키의 남동생 햘마르 레흐티매키(1896년-1934년)는 핀란드 내전 당시 적위대 지도자로 활동했고, 형 콘라드 레흐티매키(1886년-1937년)는 작가이자 언론인으로 핀란드 의회 의원이었다.
베르네르 레흐티매키는 어려서부터 바다로 나가 나중에는 미국으로 이민을 갔다. 뉴멕시코에서 일하다가 1910년대에 미시시피 강상주정에서 일했다. 1916년 러시아로 이주하여 복스홀 자동차 상트페테르부르크 지사의 딜러가 되었다. 1917년 2월 혁명이 일어나자 레흐티매키는 실업자가 되었고 핀란드 혁명분자들에게 총기를 밀수했다. 그해 말 레흐티매키는 아직 러시아에서 독립하지 않은 핀란드로 귀국했다.

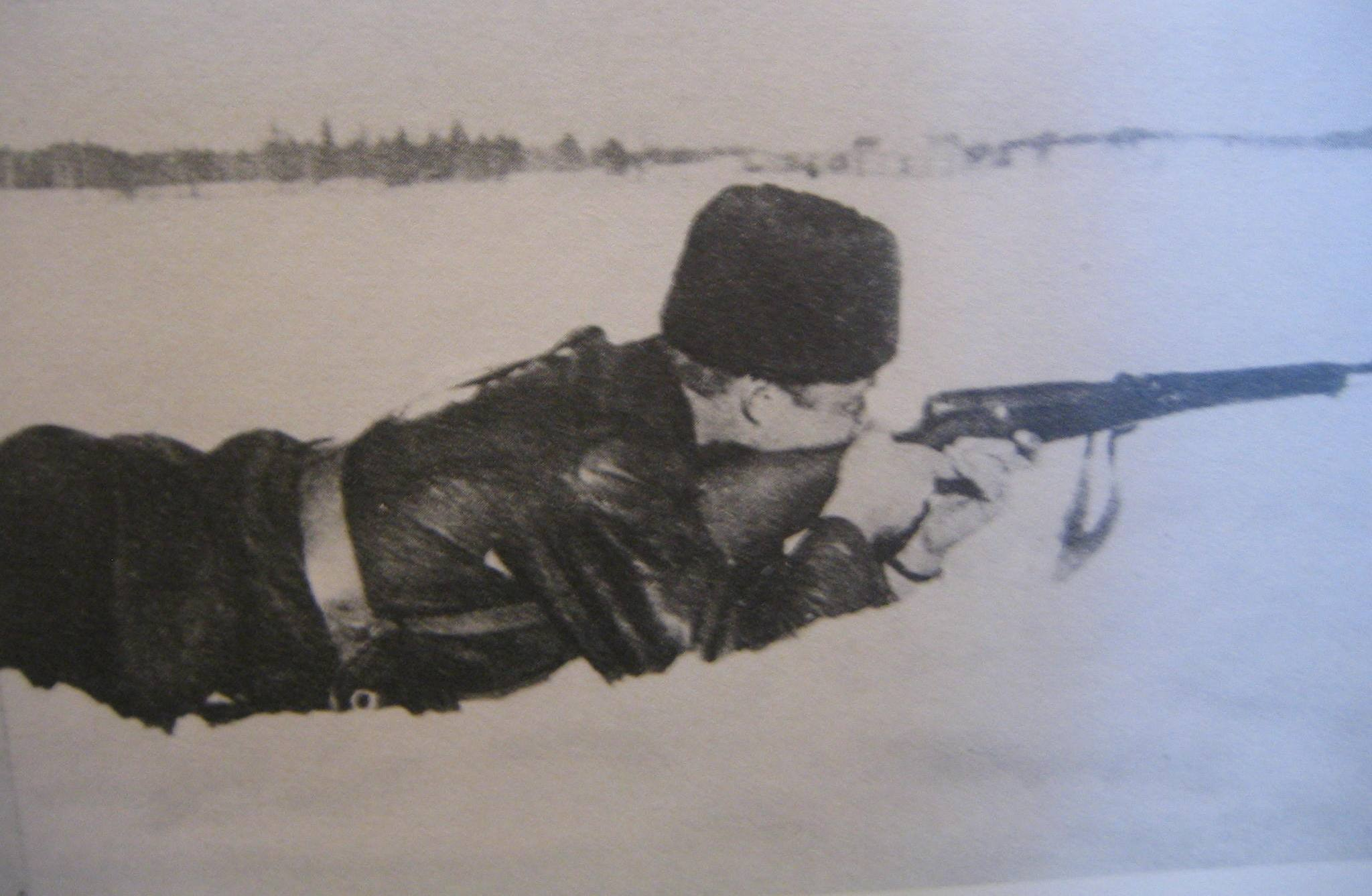

1918년 핀란드 내전이 터지자 레흐티매키는 적위대의 간부 중 하나로 활동했다. 핀란드 내전이 적군의 패배로 끝나자 영국이 구 핀란드 적위대원들로 구성한 무르만스크 군단의 지도자가 되어 활동, 영국 왕립해군에서 대령 계급을 받았다. 1920년 소비에트 러시아에서 비행사가 되어 발트 함대 수상기 조종사로 복무했고 1921년 3월 크론시타트 반란 진압에 참여했다. 이런저런 활동으로 적기훈장을 받았다. 레흐티매키는 모스크바의 주콥스키 공군공학 아카데미를 졸업하고 소비에트 해군항공대에서 공병으로 복무했다.
1923년 베르네르 레흐티매키는 동생 햘마르와 함께 중국으로 갔다. 레흐티매키는 상하이의 세관에서 일하면서 소련측의 간첩 행위를 했다. 1년 뒤 레흐티매키 형제는 미국으로 갔고, 베르네르는 미국에서 항공공학을 공부하고 샌프란시스코, 시카고, 뉴욕 등지의 여러 항공기업을 전전했다. 소련에 항공기를 판매하는 데 참여하기도 했다가 1932년에 소련으로 귀국했다. 이후 레닌그라드에서 항공기 제조 공학자로 일했다. 1936년 소련 국적을 얻었다. 동생 햘마르는 1934년 모스크바에서 위암으로 죽었다.
스탈린의 대숙청이 한창이던 1938년 1월 베르네르 레흐티매키도 체포당했다. 그는 미국으로 망명한 핀란드 사회주의자 오스카리 토코이와 연락하며 반혁명 행위를 했다는 혐의로 기소되어 1938년 4월 5일 처형당했다. 1957년 스탈린이 죽은 뒤 복권되었다.

## 참고 자료
- Harjula, Mirko: "Suomalaiset Venäjän sisällissodassa 1917–1922", Finnish Literature Society, Helsinki 2006. ISBN 951-746-742-7.
- Lehtimäki, Kimmo: "Verner Lehtimäki – Punapäällikkö", Revontuli Publishing, Jyväskylä 2005. ISBN 952-5170-41-1.